# 獅子座75
獅子座75，又名BD+02 2409，HD 98118、SAO 118764、HR 4371，是獅子座的一颗恒星，视星等为5.18，位于銀經257.02，銀緯56.25，其B1900.0坐标为赤經11h 12m 8.6s，赤緯+2° 56.25′ 38″。